# Zilvervlekbladroller
De zilvervlekbladroller (Pseudargyrotoza conwagana) is een vlinder uit de familie Tortricidae, de bladrollers. De spanwijdte van de vlinder bedraagt tussen de 11 en 15 millimeter. De soort komt verspreid over Europa voor.

## Waardplanten
De zilvervlekbladroller heeft es en wilde liguster als waardplanten.

## Voorkomen in Nederland en België
De zilvervlekbladroller is in Nederland en in België een vrij algemene soort, die verspreid over het hele gebied kan worden gezien. De soort vliegt van mei tot juli.